# Jeon So-mi
Ennik Somi Douma (n. 9 martie 2001, Windsor, Ontario, Canada), cunoscută cu numele coreean Jeon So-mi sau Somi, este o cântăreață coreeano-canadiană, devenită cunoscută datorită show-ului Produce 101 difuzată de Mnet. A debutat în formația I.O.I, a cărei membră a fost până la destrămarea sa în 2017. Pe 13 iunie 2019 s-a lansat ca o artistă solo, cu single-ul „Birthday”.

### Origine și familie
S-a născut la Ontario, Canada. Mama sa este coreeană, iar tatăl ei este olandezo-canadian. Când avea ea un an, familia ei s-a mutat în Coreea de Sud.  Ea are o sora mai mică, Evelyn.

### Debut (după I.O.I)
A apărut la videoclipul de la Got7 Stop Stop It și la un alt videoclip de la UP10TION, White Night. A fost concurentă la SIXTEEN (emisiunea care a creat formația Twice). Trebuia să fie o membră la grupa Itzy, dar ea a părăsit JYP și Yuna a înlocuit-o pe ea.

## Discografie

### Single-uri
- Birthday (2019)

1. ↑  Ko Dae-hyun (4 august 2021). „[포토] 전소미, '에닉 소미 다우마' 주문~” [[Photo] Jeon So-mi, 'Ennik Somi Douma' order~]. iMBC (în coreeană). Arhivat din original la 29 martie 2022. Accesat în 29 martie 2022 – via Naver.